# Joanne King
Joanne King (Geelong, 12 marzo 1976) è una triatleta australiana.

## Carriera
Ha vinto i campionati del mondo di triathlon, nella categoria junior, a Cleveland nel 1996.
Si è laureata campionessa del mondo di triathlon a Losanna nel 1998.
È stata competitiva ai massimi livelli anche su lunga distanza. 
Ha, infatti, conseguito un ottimo 2º posto ai mondiali long distance di Säter del 1999.

## Titoli
- Campionessa del mondo di triathlon (Élite) - 1998
- Campionessa del mondo di triathlon (Junior) - 1996